# Eva Victor
Eva Victor, född 11 februari 1994 i Paris, Frankrike, är en amerikansk skådespelerska, regissör och manusförfattare.
Eva Victor har bland annat medverkat i TV-serien Billions där hon spelade Rian. I filmen Sorry, Baby spelade hon huvudrollen Agnes. Hon svarade även för regin och skrev manus till filmen.

## Filmografi (i urval)
- 2020–2023 – Billions (TV-serie)
- 2025 – Sorry, Baby